# (32798) 1990 OA2
1990 OA2 (asteroide 32798) é um asteroide da cintura principal. Possui uma excentricidade de 0.21934130 e uma inclinação de 14.77407º.
Este asteroide foi descoberto no dia 29 de julho de 1990 por Henry E. Holt em Palomar.